# آناستازیا داویدووا
آناستازیا داویدووا (به روسی: Анастасия Давыдова - Anastasia Davydova)ورزشکار زن رشتهٔ شنا اهل کشور روسیه است. وی در بین سال‌های ‎۲۰۰۴ تا ۲۰۱۲ میلادی در مسابقات بازی‌های المپیک تابستانی در مجموع ۵ مدال طلا را کسب کرد.